# Стерненко, Сергей Вячеславович
Сергей Вячеславович Стерне́нко (укр. Сергій В'ячеславович Стерненко; 20 марта 1995, Садовое, Одесская область) — украинский общественный и политический деятель, блогер, бывший глава одесского «Правого сектора» (2014—2017), активный участник Евромайдана, один из основателей «Народной люстрации».

## Биография
Родился 20 марта 1995 в селе Садовое Белгород-Днестровского района Одесской области. Отец Сергея — бывший пограничник, мать — учительница. До 2014 года занимался «раскруткой» групп в соцсетях. В 18 лет стал активным участником протестов против Виктора Януковича. В конце 2013 года присоединился к Евромайдану в Одессе, вскоре стал его лидером. Участвовал в столкновениях с Беркутом, в частности в противостояниях на ул. Грушевского 20 февраля 2014. В мае 2015 года году вошел в «100 влиятельных одесситов» (№ 56) — рейтинга значимых персон Одесского региона, который был проведен благотворительным фондом «Журналисты за демократию».
В июне 2016 окончил Государственный ВУЗ «Одесский колледж экономики, права и гостинично-ресторанного бизнеса» по специальности «Правоведение», младший специалист по праву. Работает юрисконсультом в компании «Оскар Т». В 2019 окончил Одесский национальный университета имени И. И. Мечникова по специальности «Правоведение». Занимается дзюдо. Жил в Одессе, но после серии покушений, которые были совершены на него, переехал в Киев.
Имеет YouTube-канал, являющийся одним из самых популярных в украиноязычном сегменте YouTube. По состоянию на 21 ноября 2024 года его YouTube-канал насчитывает более двух миллионов подписчиков и одного миллиарда просмотров.

### Общественная деятельность и уголовные преследования до 2018 года

#### Общественная деятельность
После создания 5 февраля 2014 года в Одессе «Правого сектора» 22 марта возглавил областной центр. Члены «Правого сектора» были одними из самых активных в противостоянии, а Сергей был не только организатором: он лично помогал людям в тот день, когда горел Дом профсоюзов и спас двух людей Был непосредственным участником и организатором закрытия наркоточек по реализации спайс, «мусорной люстрации», в частности, Нестора Шуфрича, противостояния 2 мая 2014 года, срыва концерта Ани Лорак в Одессе в 2014 году, пикетирования консульства Российской Федерации, блокады Крыма осенью 2015 года, привлечения к уголовной ответственности Игоря Бычкова (пойманного на взятке главного врача Раздельнянского центральной районной больницы, которого осудили на пять лет), содействия осуждению Валентина Дубовенко (причастного к коррупционным схемам и злоупотреблению служебным положением) и других мероприятий.
В сентябре 2015 против Сергея Стерненко было открыто уголовное производство по подозрению в похищении человека, депутата Коминтерновского районного совета Одесской области Сергея Щербича. На тот момент Сергей Щербич был членом партии «Родина», которую возглавлял Игорь Марков. Впоследствии Щербич стал соратником главы города Одессы Геннадия Труханова и членом его партии «Доверяй делам». В 2015 году Стерненко подал обращение в областную прокуратуру, СБУ и МВД с требованием привлечь Сергея Щербича к уголовной ответственности за его антиукраинскую деятельность. По утверждению пресс-секретаря «Правого сектора», Щербич активно действовал против украинской армии, призывал к нарушению территориальной целостности Украины, до того был причастен к завозу титушек в Киев, во время Евромайдана. Сергею Стерненко инкриминировали, будто бы он похитил и нанес телесные повреждения Щербичу, чтобы завладеть его денежными средствами в размере 300 грн. После апелляции Сергей Стерненко вышел под залог в 60 тыс. грн. Рассмотрение дела в суде в настоящее время стоит на месте, поскольку потерпевший (Сергей Щербич) отказывается давать показания.
31 августа 2016 года члены «Правого сектора» во главе со Стерненко проткнули колёса автомобилю, принадлежащему сыну священника Украинской православной церкви Московского патриархата за то, что тот укрепил на своём автомобиле флаг Российской империи, а владельца автомобиля избили и сдали полиции.
15 ноября 2016 Стерненко обратился в суд с иском против преподавательницы Исторического факультета Одесского национального университета им. И. И. Мечникова Елены Радзиховской. Суворовский районный суд Одессы частично удовлетворил иск и обязал ответчицу выплатить оговоренную в иске сумму — 1 гривну в качестве возмещения морального вреда ответчику.
5 февраля 2017 сложил полномочия и покинул «Правый Сектор».
17 ноября 2017 был одним из организаторов срыва выступления Константина Райкина. Активисты напомнили Райкину выступления в поддержку включения Крыма в состав России.

#### Уголовные дела 2017 года
18 ноября 2017 был одним из участников акции против застройки части территории Городского сада Одессы — Летнего театра. Сам явился в полицию, когда узнал, что его подозревают в организации массовых беспорядков во время акции против застройки. 24 ноября Одесский Приморский районный суд избрал активисту меру пресечения, в виде содержания под стражей, сроком на 60 суток с альтернативой внесения залога в размере 600 тыс. грн. Сумму залога внес председатель Одесской областной государственной администрации Максим Степанов, но апелляционный суд залог отменил, приняв решение о личном обязательстве.
29 ноября 2017 года было открыто ещё уголовное производство с участием Стерненко, на этот раз по делу о пособничестве в сбыте наркотиков, совершенном организованной группой (часть 5 ст. 27, части 3 ст. 307 УК Украины). В 2014 году Стерненко и его соратники по «Правому сектору» предположительно оказывали услуги наркоточкам: «крышевали» их за 1000 долларов в месяц. Ранее прокуратура распространила аудиозапись, зафиксировавшую, как некто с голосом, похожим на голос бывшего главы одесской ячейки ПС, ведет переговоры с кем-то, кого правоохранители называют хозяевами магазинов «Поплавок», о предоставлении услуг данного типа.

### Нападения на Стерненко и убийство Ивана Кузнецова
- 7 февраля 2018 на Сергея Стерненко было совершено нападение в Одессе, возле дома, где он живёт. Тогда Стерненко ждали двое неизвестных, и как только он припарковал свой автомобиль, злоумышленники набросились на него и избили. В результате нападения Сергей получил резаную рану левого бедра, а также неделю пролежал в больнице — врачи зафиксировали у него сотрясение мозга и ушиб грудной клетки[14].
- 1 мая 2018 в Одессе на Стерненко совершено второе вооруженное нападение. Нападающий выстрелил из травматического пистолета в Стерненко сзади в область шеи, а затем при задержании стрелял по очевидцам инцидента. Нападающий был задержан Стерненко на месте при попытке к бегству[15]. На месте нападения находилась автомашина семьи Руслана Форостяка, советника бывшего главы полиции Одесской области Дмитрия Головина. За рулём автомобиля находился Константин Карбенюк, тогда он был тренером спортивных единоборств в одном из клубов Одессы[16]. Нападавшим оказался уроженец Казахстана Абзал Баймукашев. Об этом человеке известно только то, что в 2003 году он получил украинское гражданство. 9 июня 2023 года суд приговорил Абзала Баймукашева к 10 годам лишения свободы[17]. Мотивы его нападения на Стерненко остались не ясны[18].
- 24 мая 2018 в Одессе, по версии стороны обвинения, после третьего нападения на Стерненко рядом с его собственным домом, в котором участвовали Иван Кузнецов и Александр Исайкул, Сергей Стерненко убил Ивана Кузнецова, а Александр Исайкул смог убежать. Вскоре Исайкул уехал с Украины в Германию[19][20].

Инцидент был квалифицирован по ч.1 ст.122 (умышленное телесное повреждение средней тяжести), ч.1 ст. 15, ч.1 ст. 115 (покушение на убийство) и ч.1 ст. 115 (умышленное убийство) Уголовного кодекса Украины. В апреле 2020 года Александру Исайкулу сообщили о подозрении в хулиганстве и объявили его в розыск. Со слов самого Стерненко, Кузнецов и Исайкул напали на него и его девушку Наталью Усатенко, свои действия он трактовал как самозащиту. Стерненко получил ножевое ранение левой руки и сотрясение мозга. По версии самого Стерненко, покушение на него могли организовать Александр Подобедов и Виталий Посувайло по заказу мэра Одессы Геннадия Труханова и бизнесмена Владимира Галантерника, ведь именно им он очень сильно досаждал своей деятельностью, рассказывая о коррупционных сделках местной власти. В комментарии skrypin.ua Стерненко заявлял, что смог отобрать нож у нападающих («Это их нож», — отметил он), при этом во время стрима, который он вёл с места происшествия, он неоднократно подчёркивал, что успел достать собственный нож: 

Я подходил к своему дому, шло мне на встречу два человека, начали наносить удары, но я успел применить свой нож и вот один из нападавших ранен, а у меня разрезана рука и очень сильное кровотечение.

- 1 мая 2025 года Сергей Стерненко сообщил в социальной сети X (ранее Твиттер), что на него было совершено покушение. По его словам, он получил ранения, однако его жизни ничего не угрожает[26]. Позднее Служба безопасности Украины заявила, что нападение было совершено с применением огнестрельного оружия, а подозреваемая в нападении была задержана[27].

#### Уголовное преследование
После назначения генеральным прокурором Ирина Венедиктова, по словам её бывшего заместителя Виктора Трепака, «обнаружила огромный интерес к этому делу (третье нападение на Сергея Стерненко) и при первом же разговоре о ней сказала мне, что нужно немедленно сообщить Стерненко о подозрении в совершении преступления». За несколько дней Венедиктова подтвердила, что «по Стерненко подозрение будет в любом случае».
25 марта 2020 года состоялась встреча руководства прокуратуры и Министерства внутренних дел, в которой приняли участие новоназначенный генеральный прокурор Ирина Венедиктова и её заместители, а также глава МВД Арсен Аваков и высшее руководство Национальной полиции. Во время встречи стороны «согласовали проведение необходимых следственных и процессуальных действий в ряде резонансных уголовных производств», среди наиболее резонансных преступлений в Офисе генпрокурора отнесли дело не о нападение на Сергея Стерненко, а дело об «убийстве Ивана Кузнецова».
Стерненко заявлял, что на него продолжается массированное давление как со стороны Офиса Генерального прокурора и Министерства внутренних дел, так и пророссийских политических сил. 16 апреля 2020 в интервью «Новостной» (укр. "Новинарня") Сергей Стерненко сказал: «Мне совершенно очевидно, что кроме пророссийских сил, за этими атаками также может стоять и Министерство внутренних дел Украины. Я делаю эти выводы из того, что Арсен Аваков на нескольких встречах с разными людьми говорил о том, что „Стерненко скоро сядет в тюрьму“. Это было в середине марта на встрече с депутатами-мажоритарщиками от Киева. Тогда он обсуждал с ними вопросы безопасности в столице и посреди разговора начал рассказывать, какой Стерненко ужасный».
ZMINA утверждала, что в ходе начавшегося летом 2020 года уголовного процесса против Стерненко выступили телеканалы Тараса Козака (ZIK, 112-Украина и NewsOne), а Украинская правда об вовлеченности депутатов Максима Бужанского, Александра Дубинского, видеоблогера Анатолия Шария и сайта Страна.ua.
11 июня 2020 года Сергею Стерненко сообщили о подозрении в умышленном убийстве и незаконном ношении холодного оружия. 15 июня Шевченковский районный суд города Киева отправил Стерненко под домашний арест на два месяца. Стерненко обвинялся по ч. 1 ст. 115 (умышленное убийство) и ч. 2 ст. 263 (незаконное ношение оружия) Уголовного кодекса Украины. В тот же день возле здания Шевченковского суда произошли столкновения между активистами националистических организаций и полицейскими. Активистов и народных депутатов от партии «Голос», планировавших взять Стерненко на поруки, не пропускали на заседание суда. Полиция применила газовые баллончики, в ответ активисты бросали в полицейских петарды, бутылки и камни.
23 июня 2020 года Сергей Стерненко заявил об отмене судом подозрения Ивану Кузнецову, погибшему во время нападения на него.
3 июля Апелляционный суд оставил меру пресечения без изменений, Стерненко оставили требование оставаться под домашним арестом, а пересмотр меры пресечения запланировали на конец июля в Шевченковском райсуде Киев. 25 августа Верховный суд отказался переносить рассмотрение дела Сергея в Киев, дело было оставлено к рассмотрению в Приморском районном суде Одессы.
18 декабря 2020 года Приморский суд Одессы повторно отправил Сергея под ночной домашний арест.
21 января 2021 года суд отменил домашний арест и освободил Стерненко под личное поручительство народного депутата от партии «Голос» Романа Лозинского.
23 февраля 2021 года, решением Приморского районного суда г. Одессы, Стерненко был осуждён за похищение депутата Коминтерновского районного совета Сергея Щербича на срок 7 лет и 3 месяца.
9 апреля Одесский Апелляционный суд изменил меру пресечения для Сергея Стерненко на круглосуточный домашний арест.
31 мая состоялось заседание Апелляционного суда Одессы по делу Сергея Стерненко о похищении человека, местного депутата Сергея Щербича. Стерненко признали виновным по статьям 146 и 263 Уголовного кодекса Украины и приговорили к 3 годам лишения свободы с заменой на 1 год условного срока.
10 февраля 2022 года состоялось заседание Кассационного уголовного суда по делу Стерненко и Руслана Демчука. Было отменено решение Приморского районного и Апелляционного судов города Одессы по ч. 1 ст. 263 УКУ (по «хранению» Стерненко одного патрона), однако приговор по ст. 146 («Похищение») оставили. Таким образом, с активиста сняли судимость. Кроме того, он обещает подать иск в Европейский суд по правам человека по статье 146 УК.

### Российско-украинская война
24 февраля 2022 года, после начала полномасштабного вторжения России в Украину, Сергей Стерненко присоединился к территориальной обороне Киева.
Активно занимается волонтерством и сбором средств на нужды ВСУ. В частности, организовал программу «Небесный русорез», собрав около 70 миллионов гривен на дроны, предназначенные для уничтожения российских разведывательных беспилотников. По его данным, на конец ноября 2024 года этими дронами было сбито 406 разведчиков.